# Vlačice
Vlačice (německy Wlatschitz) jsou obec v okrese Kutná Hora ve Středočeském kraji. Leží asi třináct kilometrů východně od Kutné Hory a pět kilometrů severovýchodně od města Čáslav. Žije v ní 260 obyvatel.

## Historie
První písemná zmínka o obci pochází z roku 1189.
V obci Vlačice (přísl. Vyčapy, 512 obyvatel) byly v roce 1932 evidovány tyto živnosti a obchody: obchod s dobytkem, 2 hostince, kolář, kovář, krejčí, pekař, 7 rolníků, obchod se smíšeným zbožím, spořitelní a záložní spolek, 2 trafiky, truhlář, velkostatek, zahradník, zámečník.

## Obyvatelstvo
| Rok            | 1869 | 1880 | 1890 | 1900 | 1910 | 1921 | 1930 | 1950 | 1961 | 1970 | 1980 | 1991 | 2001 | 2011 | 2021 |
| -------------- | ---- | ---- | ---- | ---- | ---- | ---- | ---- | ---- | ---- | ---- | ---- | ---- | ---- | ---- | ---- |
| Počet obyvatel | 399  | 365  | 342  | 425  | 420  | 455  | 437  | 341  | 389  | 356  | 336  | 280  | 263  | 249  | 244  |
| Počet domů     | 41   | 41   | 41   | 43   | 41   | 43   | 62   | 71   | 72   | 75   | 76   | 74   | 77   | 78   | 84   |

## Obecní správa

### Územněsprávní začlenění
Dějiny územněsprávního začleňování zahrnují období od roku 1850 do současnosti. V chronologickém přehledu je uvedena územně administrativní příslušnost obce v roce, kdy ke změně došlo:
- do 1849 země česká, kraj Čáslav
- 1850 země česká, kraj Pardubice, politický okres Kutná Hora, soudní okres Čáslav[7]
- 1855 země česká, kraj Čáslav, soudní okres Čáslav
- 1868 země česká, politický i soudní okres Čáslav
- 1939 země česká, Oberlandrat Kolín, politický i soudní okres Čáslav[8]
- 1942 země česká, Oberlandrat Praha, politický i soudní okres Čáslav[9]
- 1945 země česká, správní i soudní okres Čáslav[10]
- 1949 Pardubický kraj, okres Čáslav[11]
- 1960 Středočeský kraj, okres Kutná Hora
- 2003 Středočeský kraj, obec s rozšířenou působností Čáslav

### Části obce
- Vlačice
- Výčapy

### Obecní symboly
Znak a vlajka byly obci uděleny rozhodnutím předsedy Poslanecké sněmovny Parlamentu České republiky dne 24. listopadu 2014.

## Doprava
Dopravní síť
- Pozemní komunikace – Do obce vedou silnice III. třídy. Ve vzdálenosti dva kilometry lze najet na silnici I/17 Čáslav - Chrudim - Zámrsk.

- Železnice – Železniční trať ani stanice na území obce nejsou.

Veřejná doprava 2011
- Autobusová doprava – Obcí projížděly příměstské autobusové linky Kutná Hora-Vrdy (v pracovní dny 2 spoje) a Čáslav-Bernardov-Chvaletice (v pracovní dny 6 spojů) (dopravce Veolia Transport Východní Čechy). O víkendu byla obec bez dopravní obsluhy.